# Prizzi
Prizzi (sicilià Prizzi) és un municipi italià, dins de la ciutat metropolitana de Palerm. L'any 2007 tenia 5.711 habitants. Limita amb els municipis de Campofelice di Fitalia, Castronovo di Sicilia, Corleone, Lercara Friddi, Palazzo Adriano i Vicari.

## Administració
| Període | Identitat         | Partit        |
| ------- | ----------------- | ------------- |
| 2008-   | Antonino Garofalo | Llista cívica |

## Personatges il·lustres
- Giuseppe Alongi:  criminòleg, mafiòleg
- Nicola Alongi: sindacalista, víctima de la màfia
- Vito Mercadante: poeta i sindacalista
- Ennio Pintacuda: religiós jesuïta, sociòleg, politòleg
- Giuseppe Vaiana: enginyer, físic, astrònom.